# Інка (Балеарські острови)

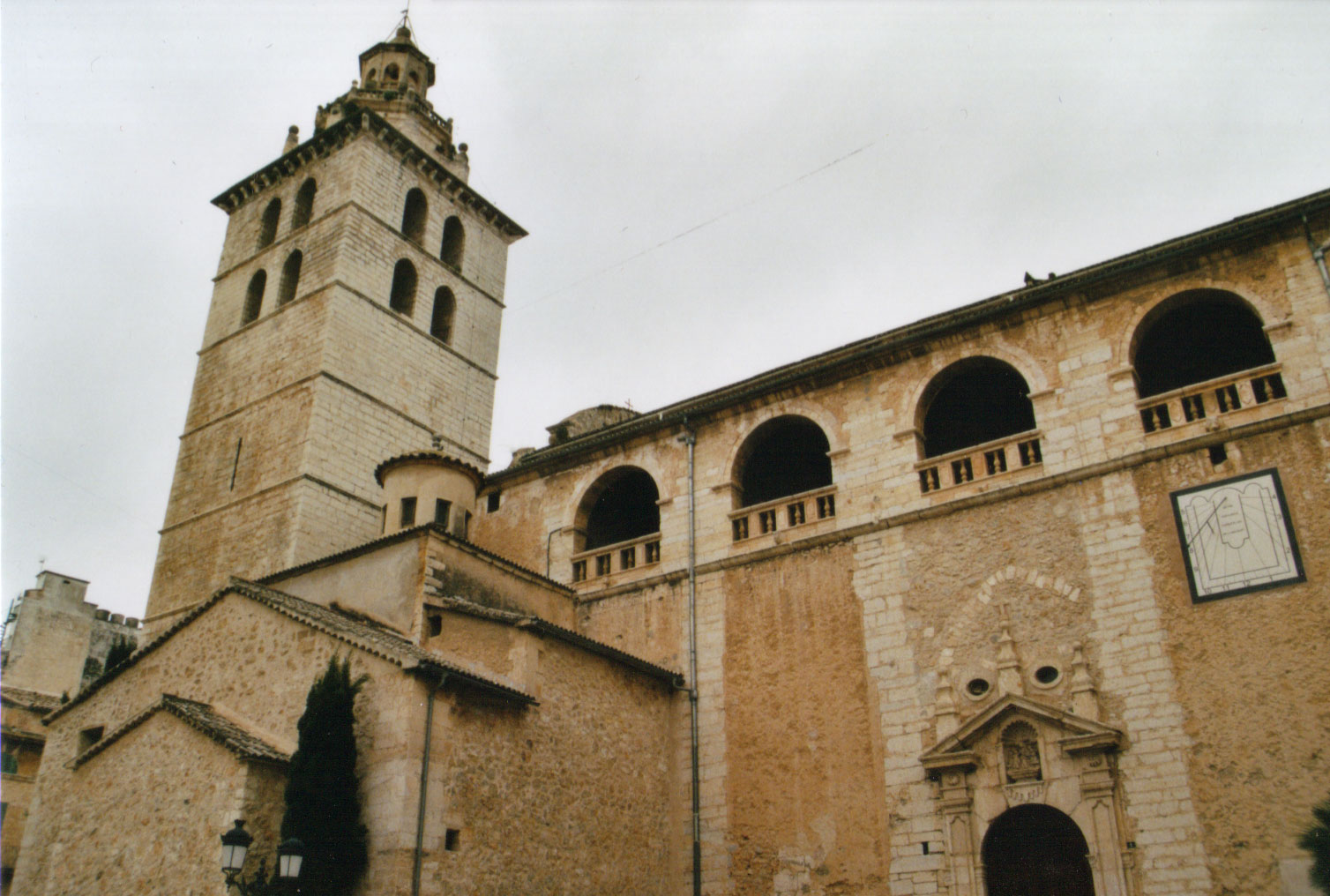

Інка (ісп. і кат.  Inca) — місто та муніципалітет (громада) на острові Мальорка, в Іспанії.

## Географія та економіка
Місто Інка знаходиться в центральній частині Майорки із населенням в 27 478 людей — в тому числі 4 тисячі іноземців — (на 2008 рік) є третім за величиною містом острова.
Інка є найбільшим центром шкіряної і взуттєвої промисловості на Мальорці; продукція цих його підприємств (наприклад, фірми UNIC широко відома за межами Іспанії). В місті Інка щочетверга кожного тижня організовуються найбільші на Мальорці торговельні ринки. Найбільш відомий з них — традиційний «Dijous Bo» («Жирний четвер»), який проходить щорічно кожен другий четвер листопада і збирає до 100 тисяч відвідувачів.

## Пам'ятки
- Соборна церква Santa Maria la Major d Inca, побудована у стилі бароко в XVIII столітті.
- Домініканський монастир
- Церква св. Франциска